# Kesztyű

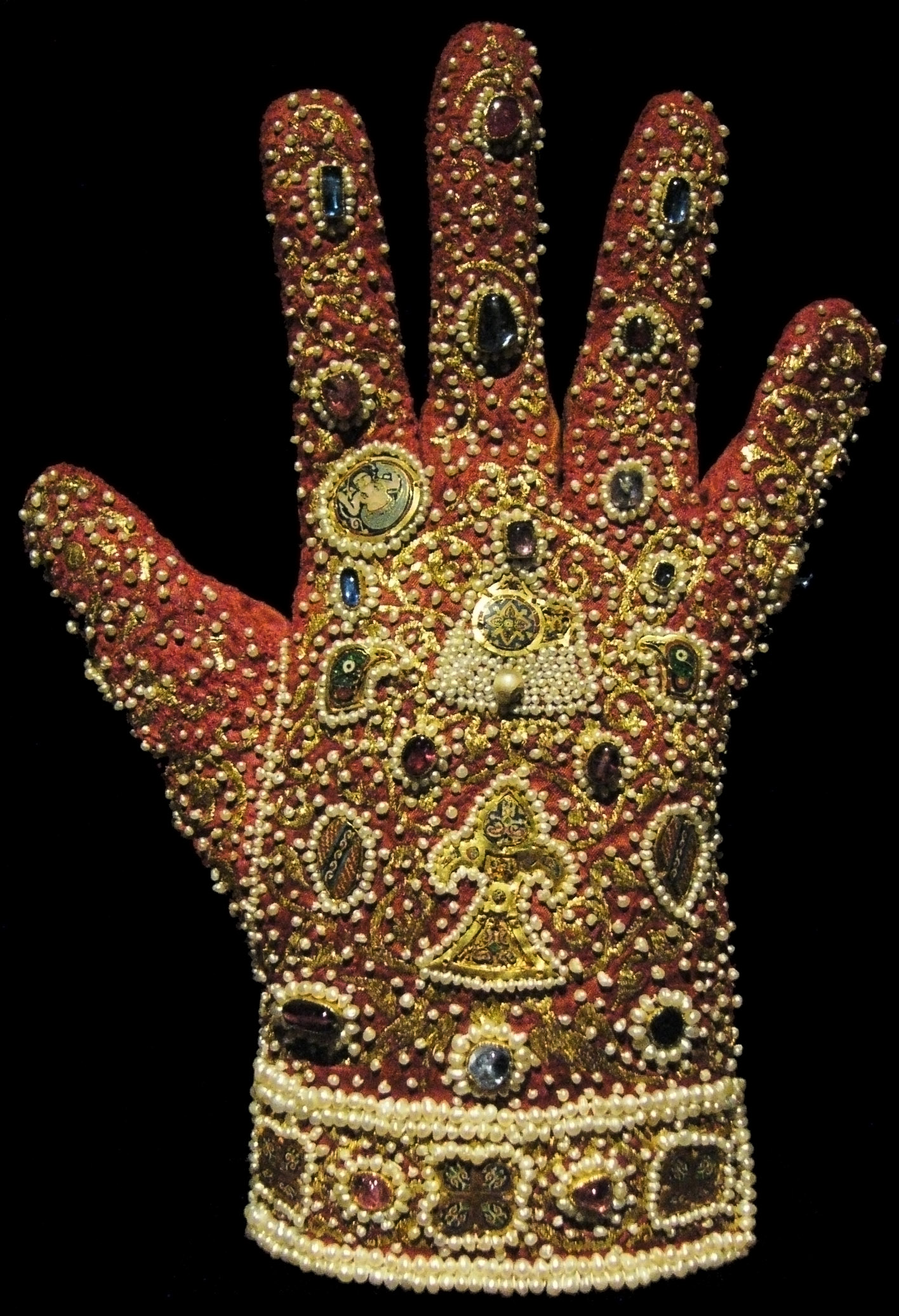
Arannyal hímzett, gyöngyökkel és drágakövekkel kirakott uralkodói kesztyű a 13. századból, Palermoból. (Bécsi Kincstár)

Aranyfonallal díszített spanyol kötött kesztyű a 16. századból. (Viktória és Albert Múzeum, London)

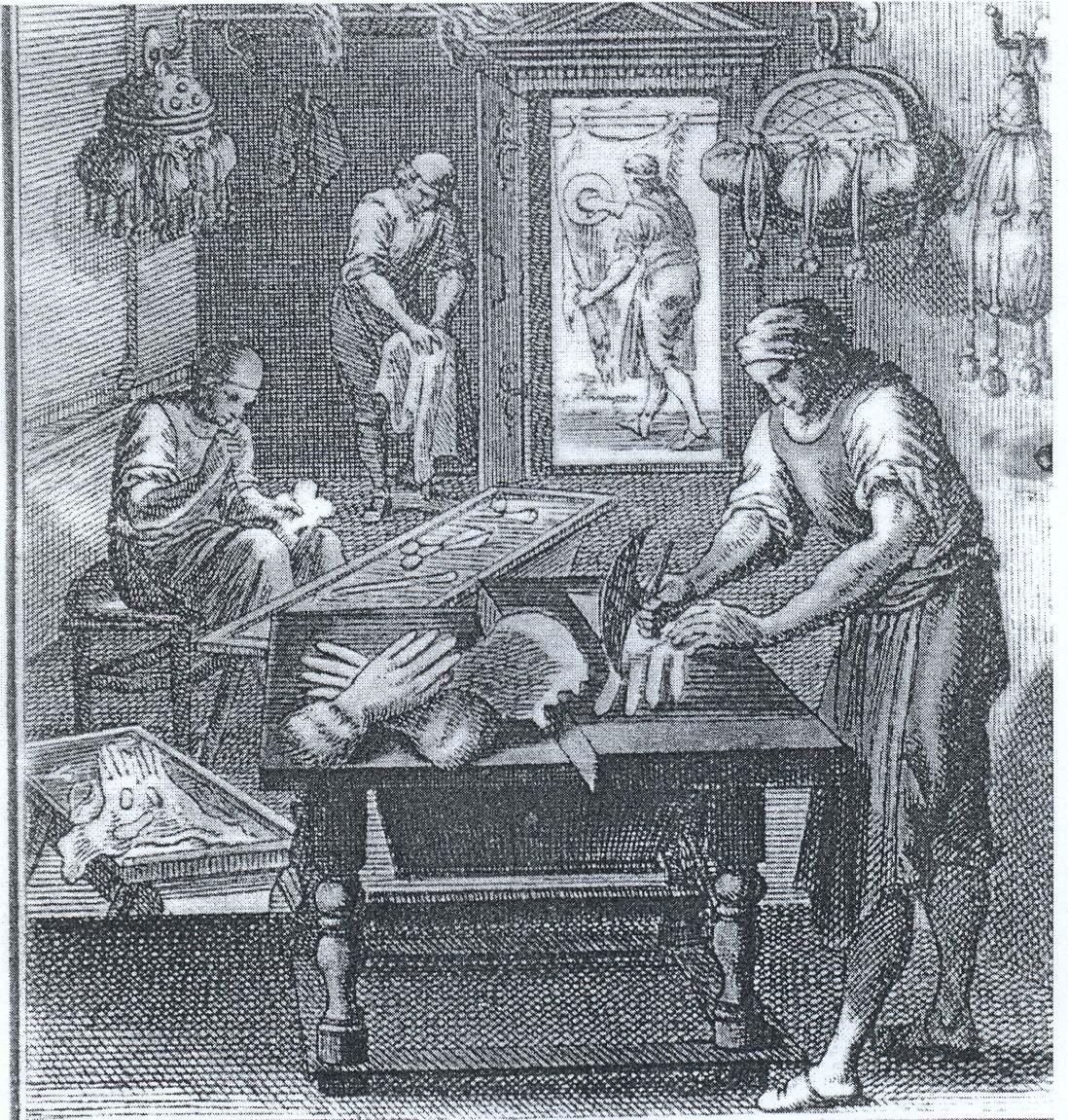
Kesztyűsműhely a 16.-17. sz.-ban

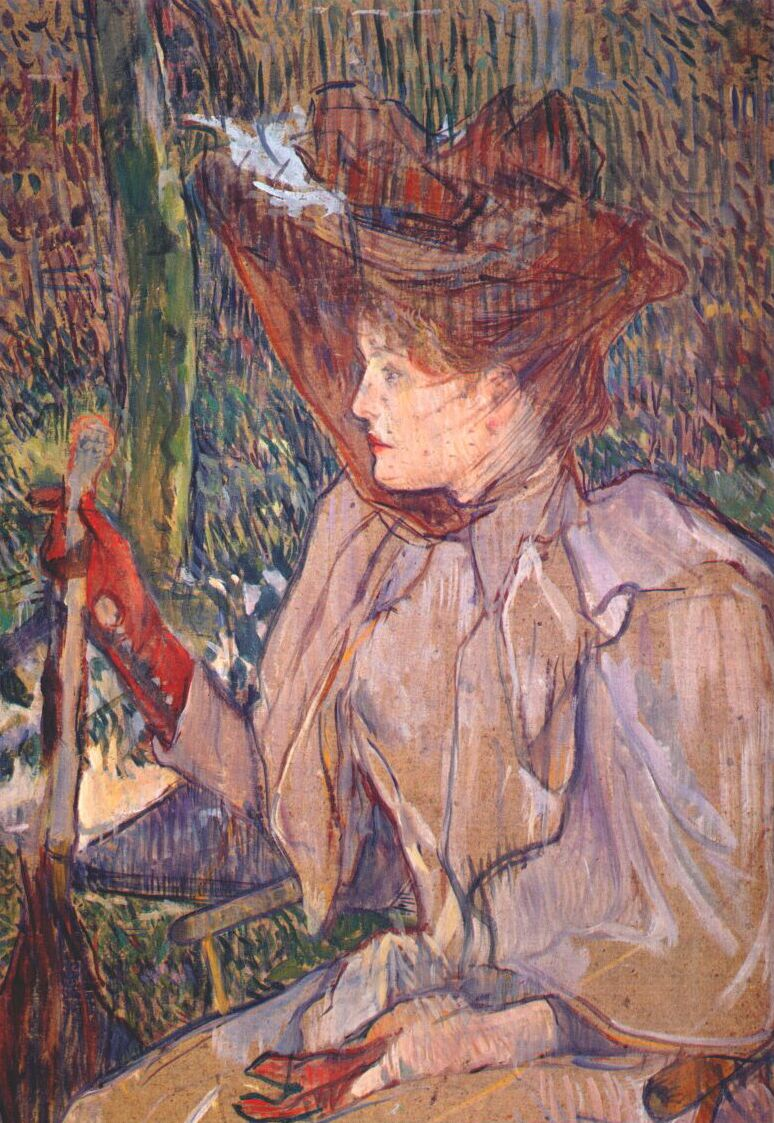
Henri Toulouse-Lautrec (1864-1901): Nő kesztyűvel (Honorine P., 1890 körül

A kesztyű a kézre felhúzva viselt ruhadarab, amit az emberek már a legősibb időkben is használtak a hideg ellen és kezük védelmére.

## A kesztyűk csoportosítása
A használati céltól függően megkülönböztetünk
- divatkesztyűket,
- sportkesztyűket,
- munkakesztyűket és
- védőkesztyűket,

a formai kiviteltől függően pedig 
- egyujjas kesztyűt, ahol csak a hüvelykujjnak van külön kesztyűujj kialakítva,
- olyan kesztyűt, amelyen a hüvelyk- és a mutatóujj külön van, a többi három ujj számára közös teret képeznek ki,
- ötujjas kesztyűt,
- ujjatlan, vagy ujjhegy nélküli kesztyűt, valamint
- rövidszárú (csak a csuklóig érő) és
- hosszúszárú (az alsókart is takaró, sőt esetleg könyök fölé érő) kesztyűt.

A kesztyűk anyaga lehet
- bőr,
- textília – ezen belül a legkülönbözőbb nyersanyagokból, aszerint, hogy a kesztyű milyen célt szolgál (pamut, gyapjú, különböző szintetikus fonalak, valamint ezek keverékei),
- gumi vagy műanyag,
- egyes speciális védőkesztyűk esetében fémkarikákból összeállított hajlékony lap (lánckesztyű).

A készítési módtól függően ismerünk
- szabott kesztyűt, amelynek alkatrészeit lapszerű anyagokból megfelelő sablonok használatával kivágják és azután összevarrják vagy – műanyagok esetén – összehegesztik,
- műanyagból extrudálással készült, egy darabból álló kesztyűt, valamint
- kötött kesztyűt, amelyet egy darabban formára kötnek.

A kesztyűk méretét általában a tenyér szélessége szerint számozzák: a méretet az a szám jelenti, ahány centiméter széles a tenyér. Vannak olyan gyártók, akik a kesztyűknél is az S, M, L, XL, XXL nagyságjelölést alkalmazzák.

## Története
Az ókorban használt kesztyű olyan volt, mint a mai egyujjas kesztyű, és azt a görögök és rómaiak szinte kizárólag munkakesztyűként használták. Homérosz (i. e. 8. század) az Odüsszeiában, Hérodotosz (i. e. 5. század) nagy történeti művében, Plinius (1. század) leveleiben tesz említést kesztyűről. Az egyiptomiaknál ékszer gyanánt szolgált, amint azt a Tutanhamon fáraó (i. e. 14. század) sírjában talált kesztyű bizonyítja. A 7. században aztán már megjelent a nyugat-európai királyi udvarokban és a főpapi ornátus tartozékaként, s így a hatalom, a méltóság és a gazdagság jelképe volt. A kesztyű a 10.–11. században kezdett szélesebb körben elterjedni. Ebben a korban az angol és spanyol uralkodók gazdagon díszített selyem- és bőrkesztyűket viseltek. A 13. században már nők is viseltek finom lenvászonból vagy selyemszövetből készült, könyékig érő kesztyűt. I. Erzsébet angol királynő (1533–1603) hímzett, ékszerekkel díszített kesztyűben jelent meg. A középkorban különösen nagy jelentősége volt a kesztyűknek: az uralkodók kesztyű átadásával hatalmat és rangot is adományozhattak. Ha például a szász uralkodó egy városnak vásártartási jogot adott, azt azzal erősítette meg, hogy a városnak egy kesztyűt küldött. A 15. században a lovagi tornán részt vevők és a hadba vonulók nehéz lemezekből készült páncélt viseltek, aminek tartozéka volt a bőrrel bélelt, finoman kidolgozott lemezkesztyű. Ugyanakkor a frank uralkodók udvarában már megjelentek a csipkével díszített kesztyűk is. A reneszánsz korban a kesztyű a jólöltözöttség nélkülözhetetlen kelléke volt. Bár már a 12. században viseltek a főpapok egy darabból, varrás nélkül készült, horgolt, gyönggyel és drágakövekkel ékesített kesztyűket, a kötött kesztyű a 15.és 16. század fordulóján jelent meg Hollandiában és Spanyolországban. A 16. században aztán teljesen általánossá vált a kesztyűviselet és ettől kezdve teljesen a divatváltozások hatása alá került. A 19. század 40-es éveiben vezették be a kesztyűk egységes mértékrend szerinti gyártását.
A finom textilanyagból készült kesztyűk mellett a bőrkesztyűk játszottak fontos szerepet. Ezeket báránybőrből, kecske- és gidabőrből és a vadászatokon elejtett más vadak (szarvas, őz, nyúl) bőréből készítették. A kesztyűkészítés csak a 11.–12. században vált a nyugat-európai országokban mesterséggé és törvényekkel védett, szervezett iparrá. A bőrök kidolgozását, a kesztyűk készítését szakmai titokként kezelték, a mesterségbeli fogások apáról fiúra szálltak. A 15. században a kesztyűs mesterek egyben szíj- és szerszámkészítők is voltak, de szabtak és varrtak bőrmellényt és bőrnadrágot is. A kesztyűkészítés elsősorban azokban az országokban erősödött meg és fejlődött gyáriparrá, ahol megfelelő minőségű és mennyiségű bőr állt rendelkezésre.

### Spanyolország
Kezdetben a legszebbek a spanyol kesztyűk voltak. A spanyol kesztyűsök igen finom, illatosított kesztyűikkel már a 14.–15. században jó hírnevet szereztek. (Az illatosítással a bőrkesztyűk kellemetlen szagát igyekeztek semlegesíteni.) A spanyol kesztyű luxuscikknek számított, így elsősorban a királyi udvarokban és a főurak körében terjedt el.

### Franciaország
A 17. században a legszervezettebb és legtöbb munkást foglalkoztató kesztyűipara Franciaországnak volt (Párizs, Grenoble, Millau, Saint-Junien, Chaumont, Niort). A bőrök kidolgozása és a kesztyűk szabása, varrása kézművesmunka volt, amit nagyon egyszerű szerszámokkal végeztek. A nagyüzemi kesztyűgyártás lehetőségét a grenoble-i Xavier Jouvin teremtette meg, aki több ezer kézről vett méretek alapján 32 nagyságot állapított meg és ezekhez 1834-ben elkészítette a kesztyű formájának megfelelő kivágókéseket, az ún. kalibereket. Találmánya a 19. század közepétől egész Európában elterjedt. A kesztyű varrása is termelékenyebbé vált, amikor 1867-ben elkészült az első kesztyűvarrógép.

### Németország
Németországban már a 10. században megemlékeztek kesztyűkészítőkről, de a fellendülést ebben az iparágban a 17. század hozta, amikor a Franciaországból kiűzött hugenották áttelepültek Németországba (1685). A legfontosabb kesztyűkészítő központ Halléban alakult ki.

### Skócia, Írország, Anglia
A skót kesztyűkészítők önálló szervezete már 1454-ben saját címert kapott. Perth kesztyűsmesterei messze földön híresek voltak, de 1836-ban meghalt az utolsó mester is, ezzel megszűnt Skócia kesztyűipara. Írország különlegesen finom báránybőr kesztyűiről volt nevezetes. Angliában Worcester volt a kesztyűgyártás központja. A londoni kesztyűsök céhét 1501-ben jegyezték be

### Csehország
A cseh kesztyűsökről már a 12.–13. században említést tesznek különböző okiratok. A 17. században Prágába is eljutottak a francia kesztyűsmesterek, akiktől a csehek is megtanulták ezt a mesterséget. Prága mellett a Cseh-Érchegység városaiban is meghonosodott ez az iparág.

### Ausztria
Az 1700-as években több francia mester Bécsben telepedett le, így ott is fejlődésnek indult a kesztyűipar.

### Itália
Az olasz kesztyűipar viszonylag rövid idő alatt fejlődött nagyiparrá, mert a finom kesztyűk gyártásához szükséges báránybőrök itt nagy mennyiségben álltak rendelkezésre. Nápoly, Milánó és Torino lett a kesztyűgyártás központja. Az olasz kesztyűk minőségükben és kivitelükben egyaránt méltó versenytársai voltak a nagyhírű spanyol kesztyűknek.

### USA
Az Egyesült Államokban 1760-ban telepedett meg egy skót kesztyűkészítő, aki durva munkakesztyűket készített az ottani telepeseknek. Ebből a tevékenységből nőtt ki a New York állambeli Gloversville (glover angolul kesztyűst jelent), amely a 19. század közepére már jelentős kesztyűgyártó központ lett.
Elsősorban azokban az országokban erősödött meg és fejlődött gyáriparrá a kesztyűkészítés, ahol bőven volt megfelelő minőségű bőr. A tömegtermelés másik fontos kelléke az olcsó munkaerő volt. A nagy nehézipari központok, bányák körzetében a munkások családtagjai, az asszonyok és lányok rendelkezésre álltak olcsó munkaerőként. A kesztyűgyártás rendkívül kedvező tőkebefektetésnek bizonyult, mivel viszonylag egyszerű és kevés eszközzel, nagyrészt otthondolgozó munkásokkal, jó áron értékesíthető terméket lehetett előállítani.

### Magyarország

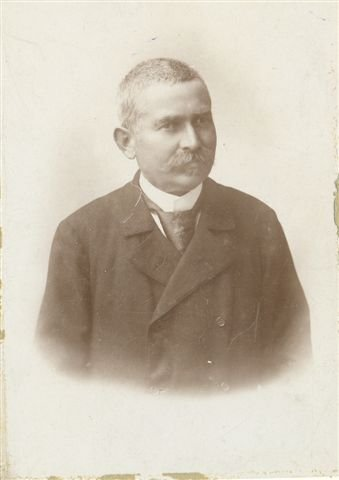
Hamerli János portréja 1894-ben.

A kesztyűkészítés története Magyarországon még a céhek világába nyúlik vissza. Pécsett 1861-ben kért és kapott iparengedélyt Hamerli János, aki vándorévei alatt Ausztriában és Csehországban tanulta ki a szakmát. Tímárságát és kesztyűkészítő műhelyét két évtized alatt jól jövedelmező gyárrá fejlesztette. 1870-ben állította üzembe az akkor még ritkaságszámba menő kesztyűvarrógépet. A piaci igények messzemenő figyelembevételével, szorgalmas munkával sikerült nevét ismertté tennie, nemcsak a hazai kereskedelemben, hanem külföldön is. Halála után (1895) fiai vezették tovább az üzemet, amit folyamatosan fejlesztettek. A 20. század 30-as éveiben jelentős mennyiségben exportálták is termékeiket nyugat-európai országokba. A második világháborúban a gyár szerencsére nem szenvedett túl nagy anyagi károkat, és a háború után lehetőség volt a további fejlesztésekre, bővítésre, megalapozva a külföldön – még az USA-ban és Japánban is – népszerű „pécsi kesztyű” világhírének alapját. A Hamerli-gyár utódja, a Pécsi Kesztyűgyár – a későbbi Hunor Pécsi Kesztyű és Bőrruházati Rt. – az 1970-es évekre a vállalat méreteivel és teljesítményével a világ egyik legnagyobb kesztyűgyárává nőtte ki magát, amely már nem csak Pécset látta el munkával, hanem vonzáskörzetét (Mohács, Dombóvár, Siklós stb.) is. Az exportigény gyors növekedésnek csak állandó termelésfejlesztéssel lehetett megfelelni.
Sem a Hamerli gyár, sem a Pécsi Kesztyűgyár nem hozott ugyan létre kifejezett márkanevet, a Pécsi Kesztyű reklámját azonban az akkori korosztály minden tagja ismerte. A vállalat tudatosan, határozott stratégiával tört be minden piacra és nemigen volt olyan földrajzi szegmens, ahol ne lett volna jelen. Többek között ez is lehetővé tette azt, hogy a termelés óriási méreteket öltsön.
A cég a siklósi várban állandó kesztyűtörténeti kiállítást rendezett be. A Hunor Pécsi Kesztyűgyár napjainkra csődbe ment, viszont nem tűnt el nyom nélkül a híres Pécsi Kesztyű. 
Az idő múlásával viszont ez a termék is elkezdett kimenni a divatból és egyre nehezebb volt megtalálni az értékesítési területeket. A hatalmas birodalom elkezdett összeomlani, melynek következményei súlyos csapást mért a nehezen felépített hírnévre. Egyre sűrűbben fordultak elő a késedelmes szállítások, amely elsősorban az egyre nagyobb méreteket öltő financiális problémák okoztak. A vállalat mérete egyre csökkent, az alkalmazottakat tömegesen bocsátották, mivel a termelés mennyisége rohamosan csökkent. Az idő előrehaladtával már nem csak a gazdaságtalan működés és a nehéz pénzügyi helyzet okozta a problémákat, hanem a komoly erőket képviselő külföldi és hazai konkurencia.
A Pécsi Kesztyű hírnevének megmentése az elbocsátott alkalmazottak által létrehozott kis vállalkozások létrejöttének volt köszönhető. Eleinte az együttműködés alapja a bérmunkáztatás volt, amely nagy segítség volt a kis tőkével rendelkező műhelyek számára. 1990-től 1996-ig az orosz piac virágkorát élte és hatalmas mennyiségű terméket vásárolt fel Magyarországon készpénzért. Ez az ügyesen gazdálkodóknak segített némi alaptőkét felhalmozni. A dollár árfolyamának összeomlásával döntés elé kényszerültek a cégek, mert már akkor látható volt, hogy a nagy állami tenderekből származó kényelmes bérmunkákat egyre nyomottabb áron szerették volna elérni a megrendelők, amit igen nehéz volt követni, főleg, hogy a távol-keleti piac rohamosan fejlődött és Európa számára hihetetlen alacsony áron volt képes előállítani a termékeket. A vállalkozások egy része belement ebbe a hosszú távon tarthatatlan árversenybe, míg mások igyekeztek kihangsúlyozni az egyetlen igen komoly erőt, képviselő érvet, a minőséget. Mára egyértelművé vált, hogy az utóbbi volt a jó döntés, hisz az árversenyt választó cégek csődbe mentek.
Napjainkban további akadályokat támaszt a magyarországi munkaerő és alapanyagok drágulása, a versenytársak (elsősorban a távol-keleti import) egyre erősebb nyomása, Magyarország gazdasági helyzete valamint az egyre erősödő globalizáció. Ez utóbbi egész Európán végigsöpört, hiszen, ha megnézzük a skandináv, olasz, francia kesztyűgyártó cégeket, láthatjuk, hogy a gyártást kiadták a keleti országoknak, akik olcsóbb áron voltak képesek előállatni a termékeket és inkább kereskedéssel foglalkoznak.
A Hunor Pécsi Kesztyűgyár megszűnésével több kisebb kesztyűgyár jött létre, melyek közül az egyik
Hunor/Beatrix Magyar Divatkesztyű Kft néven üzemel Pécsett. A "Pécsi kesztyű" márkanevet a PBKIK védte le 2010-ben és a Pécsi Kesztyű Klaszter tagjainak adta tovább.
Magyarországon azonban nemcsak bőrkesztyűket gyártottak és gyártanak, hanem kötött kesztyűket is. A Győri Kötöttkesztyűgyárat (ma Glovita Kesztyű Zrt.) 1929-ben eredetileg harisnyagyárként alapították, 1931-ben kezdtek itt kesztyűt gyártani. A II. világháború után a gyár hatalmas fejlődésnek indult. 1952-ben megszüntették itt a harisnyagyártást, majd az évtized közepétől nagyarányú fejlesztést hajtottak végre, amelynek eredményeként a gyár nagy kötöttkesztyűgyárrá nőtte ki magát. A Japánból beszerzett automata gépeken a legkorszerűbb technikával gyártották a divatkesztyűket és a bőrkesztyűkbe való kötött béléskesztyűket. Emellett szövött és kötött kelmékből szabott kesztyűket is gyártottak. Ma elsősorban munka- és védőkesztyűk gyártásával foglalkoznak.
Ezek mellett a nagy gyárak mellett ma számos kisvállalkozás működik, amelyek főleg munka- és védőkesztyűket gyártanak, hazai és külföldi piacokra egyaránt.

## Források

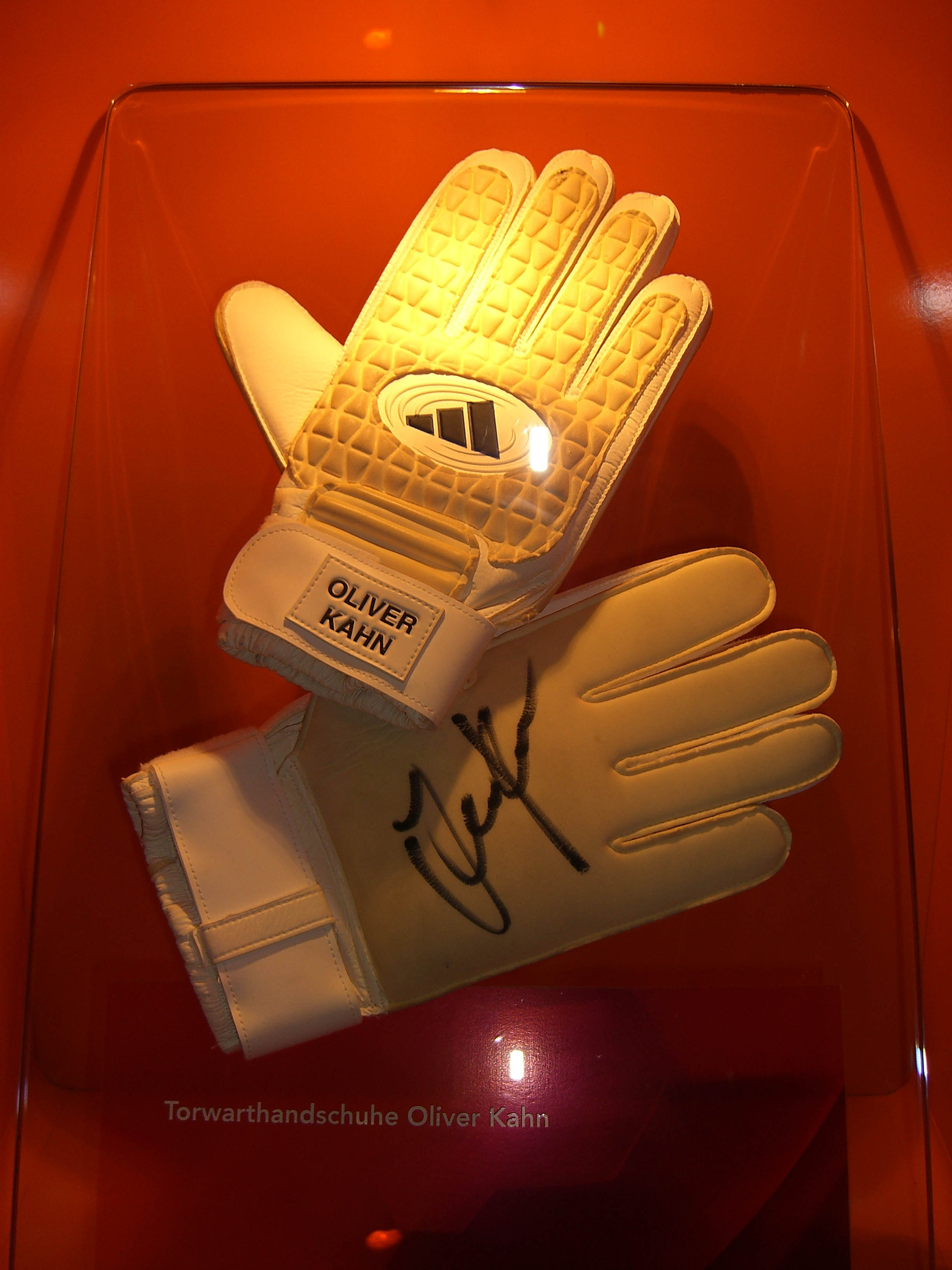
Kapuskesztyű

## Kapcsolódó link
- Mindenféle a kesztyűkkel kapcsolatban
- Kesztyű blog
- A Hunor Beatrix kesztyűgyár honlapja
- Pécsi kesztyű